# Lepechiniella albiflora
Lepechiniella albiflora är en strävbladig växtart som beskrevs av Harald Harold Udo von Riedl. Lepechiniella albiflora ingår i släktet Lepechiniella och familjen strävbladiga växter. Inga underarter finns listade i Catalogue of Life.